# Josh Stein

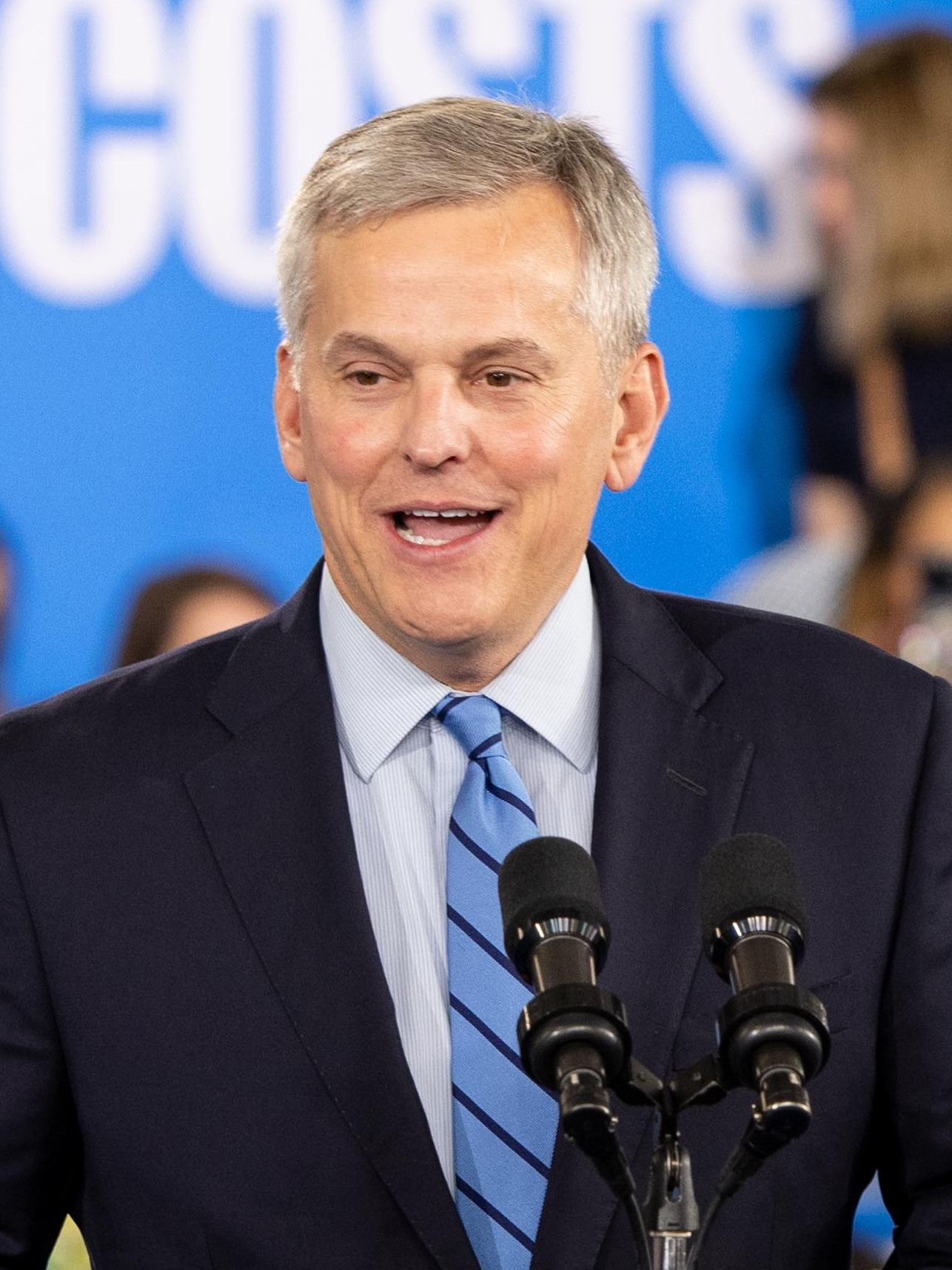
Josh Stein (2024)

Joshua „Josh“ Harold Stein (* 13. September 1966 in Washington, D.C.) ist ein US-amerikanischer Jurist und Politiker der Demokratischen Partei. Er bekleidet seit Januar 2025 das Amt des Gouverneurs von North Carolina. Zuvor amtierterte er seit 2007 als Attorney General des Bundesstaates North Carolina. Von 2009 bis 2016 gehörte er dem Senat von North Carolina an.

## Leben
Stein wurde in Washington, D.C. geboren und zog als Kind mit seiner Familie nach North Carolina. Er studierte Geschichte am Dartmouth College und erwarb einen Juris Doctor an der Harvard Law School. Nach dem Studium unterrichtete er Englisch und Wirtschaft in Simbabwe. Von 2009 bis 2016 vertrat Stein den 16. Wahlbezirk im Senat von North Carolina. 2016 wurde er zum Attorney General von North Carolina gewählt und 2020 wiedergewählt. In diesem Amt setzte er sich unter anderem für den Verbraucherschutz und gegen illegale automatisierte Werbeanrufe (Robocalls) ein.
Bei der Gouverneurswahl am 5. November 2024 trat Stein als Kandidat der Demokraten an und gewann die Wahl mit 14,68 Prozentpunkten Vorsprung gegen den republikanischen Vizegouverneur Mark Robinson. Er wird der erste jüdische Gouverneur in der Geschichte North Carolinas sein. Stein ist mit Anna Harris Stein verheiratet und hat drei Kinder. Er gehört einer reformjüdischen Gemeinde in Raleigh an.